# Accordo di Lissa
L'accordo di Lissa (anche conosciuto come Accordo Tito-Šubašić, in croato Viški sporazum, in serbo Вишки споразум) del 16 giugno 1944, fu un accomodamento col quale il governo in esilio di re Pietro II di Jugoslavia - rappresentato dal proprio primo ministro Ivan Šubašić - riconobbe come esercito regolare del paese l'Esercito popolare di liberazione della Jugoslavia comandato da Josip Broz Tito, in cambio di un impegno di quest'ultimo ad un governo di coalizione.

## Inquadramento storico
Al termine della campagna di Jugoslavia, il paese venne smembrato fra la Germania, l'Italia, l'Ungheria, l'Albania e la Bulgaria; il Montenegro divenne un protettorato italiano, così come la Serbia entrò nella sfera d'influenza tedesca. La Croazia non ottenne la gran parte delle coste dalmate cui aspirava, annesse invece dall'Italia, ma inglobò la Bosnia nello Stato Indipendente di Croazia, alla guida del quale si pose il capo (Poglavnik) del movimento ustascia Ante Pavelić.
Nel pieno dello sbando dell'esercito jugoslavo, un gruppo di ufficiali - per lo più serbi - costituì al comando di Draža Mihailović il 13 maggio 1941 l'Esercito Jugoslavo in Patria (Jugoslovenska Vojska U Otadžbini, JVuO; in cirillico Jугословенска војска у отаџбини, ЈВуО), fedele al re Pietro II in esilio e pronto a combattere l'occupazione tedesca, assumendo popolarmente il nome di Cetnici. Fra il 1941 e il 1943 i Cetnici ebbero l'appoggio degli Alleati, anche se la loro condotta di guerra fu estremamente controversa: pur combattendo contro i tedeschi, si allearono localmente con gli italiani in funzione antiustascia e soprattutto, a partire dalla rottura di Mihailović con Tito dell'ottobre 1941, affrontarono sul campo i partigiani comunisti, dei quali divennero acerrimi nemici.
Alla Conferenza di Teheran (novembre-dicembre 1943) Stalin chiese alle potenze occidentali un aiuto per i partigiani jugoslavi, ed i britannici - che tradizionalmente ritenevano i Balcani una propria zona di influenza - si trovarono nella necessità di scegliere se continuare a fare affidamento sui Cetnici o - viceversa - trovare un accordo con Tito.

## Le premesse dell'accordo
In un memorandum del Dipartimento di Stato del 19 maggio 1944, si riassunsero le posizioni americane in merito alla Jugoslavia: auspicando un'unità d'intenti di tutte le forze sul campo contro il comune nemico militare, gli USA si dichiararono neutrali nei confronti degli interessi britannici e sovietici nell'area. Il memorandum concludeva che non vi era nessun impegno nei confronti di re Pietro o con qualsiasi governo jugoslavo, presente o futuro.
Due giorni prima, Churchill aveva informato Tito via telegramma che "come risultato del consiglio britannico, il re Pietro aveva dimissionato il governo [in esilio] di Purić, che includeva il generale Mihailović come ministro della guerra", aggiungendo che il re stava assegnando un nuovo incarico di primo ministro al dr. Ivan Šubašić. Alla fine del mese, il governo britannico ritirò la propria missione militare presso il comando dei Cetnici: la sorte di Mihailović era oramai segnata, ma Churchill - ben cosciente del rapporto privilegiato fra Stalin e Tito - aveva a questo punto la necessità di far trovare un accordo fra quest'ultimo e il nuovo primo ministro jugoslavo, per non dover lasciare mano libera ai sovietici nei territori jugoslavi. Queste furono pertanto le premesse dell'accordo di Lissa.

## L'incontro Tito-Šubašić a Lissa e il contenuto dell'accordo
Ai primi giorni di giugno del 1944, il quartier generale di Tito - assieme alle missioni militari britanniche e sovietiche - si era spostato dall'interno della Jugoslavia nell'isola dalmata di Lissa, a causa di una violenta offensiva militare tedesca contro il cuore delle forze partigiane: la cosiddetta Operazione Rösselsprung, nella quale lo stesso Tito aveva seriamente rischiato di essere catturato o ucciso.
Il 1º giugno Šubašić aveva varato il suo governo, senza includere al suo interno nessun serbo per sottolineare la frattura ormai esistente col movimento dei cetnici; di fatto il governo nasceva con l'unico scopo di addivenire ad un accordo con Tito, dopo di che si sarebbe dimesso per favorire un nuovo gabinetto formato assieme alle forze partigiane.
Con queste premesse, Šubašić volò fino a Lissa e il 16 giugno concluse l'accordo, che prevedeva principalmente i seguenti punti:
- Un nuovo governo di coalizione ad interim sarebbe stato formato nei mesi immediatamente successivi. In esso sarebbero entrati rappresentanti del governo in esilio - purché non fossero compromessi con azioni contro i partigiani - e membri dell'AVNOJ (il governo partigiano). Successivamente, i popoli della Jugoslavia avrebbero deciso essi stessi la forma di governo, a seguito di elezioni democratiche
- L'Armata Popolare di Liberazione della Jugoslavia (EPLJ) diveniva l'esercito regolare jugoslavo
- I popoli della Jugoslavia erano invitati ad entrare nell'EPLJ
- La Jugoslavia alla fine della guerra sarebbe divenuta uno Stato democratico e federale

Nell'accordo non si fece menzione del futuro della monarchia, e questo allarmò il ministero degli esteri britannico, inoltre Šubašić riportò una promessa solo verbale di Tito, per cui il comunismo non sarebbe stato imposto obbligatoriamente al paese alla fine della guerra. Tutto ciò fece concludere al colonnello Bailey - ufficiale britannico di collegamento fra il quartier generale dei cetnici di Mihailović e il governo di Sua Maestà - che "Tito ha permesso a Šubašić di vincere al di fuori del paese per poter consolidare e rinforzare la sua posizione all'interno del paese".

## I fatti successivi
Alla fine di ottobre del 1944, Šubašić trattò con Tito a Belgrado la formazione del governo di coalizione previsto dall'accordo di Lissa: i colloqui terminarono con la firma di un nuovo accordo (1º novembre 1944), che fra l'altro concedeva al re la possibilità di designare un reggente in Jugoslavia. Tale accordo diverrà la base per i colloqui sulla Jugoslavia all'interno della successiva conferenza di Jalta.
Su invito di Stalin, Šubašić si recò quindi a Mosca, dove stette dal 13 novembre fino al 2 dicembre. Il 25 novembre venne emesso un comunicato congiunto jugoslavo-sovietico sulla formazione di un nuovo governo di coalizione, che riprendeva e confermava i temi già affrontati con Tito. Dai resoconti del segretario di Šubašić - Dragovan Šepić - risulta che in tutti questi frangenti l'allora primo ministro ricevette una serie di promesse tanto da Tito quanto da Stalin, che apparivano interessati a smussare qualsiasi asperità fra di essi.
Il nuovo governo jugoslavo di coalizione venne quindi formato il 5 marzo 1945: Tito fu primo ministro, mentre a Šubašić venne riservato il ministero degli esteri. Nel complesso, il governo vide venti ministri dell'AVNOJ, tre ministri del precedente governo in esilio e cinque ministri in rappresentanza dei partiti prebellici. Ad ottobre dello stesso anno, la politica riformista apertamente mutuata dall'esperienza sovietica del governo jugoslavo e il ferreo controllo dei comunisti su tutti i gangli vitali dello Stato spinsero Šubašić a dare le dimissioni.
Alle elezioni dell'11 novembre 1945, il Partito Comunista Jugoslavo e i partiti suoi alleati ottennero il 90,5% dei voti in una tornata elettorale che vide il boicottaggio di tutte le forze ad essi ostili, determinando in modo decisivo il rafforzamento del costituendo regime di Tito e dei suoi fedelissimi.